# برمیودا ران (کارولینای شمالی)
برمیودا ران (به انگلیسی: Bermuda Run) شهری در ایالت کارولینای شمالی کشور ایالات متحده آمریکا است که جمعیت آن در سرشماری سال ۲۰۱۰ میلادی، ۱٬۷۲۵ نفر بوده‌است.